# 蘇聯撤出塔林的行動
蘇聯撤出塔林的行動，又稱作塔林災難或是蘇聯版本的敦克爾克大撤退，是一場由蘇聯發動的撤退行動。這次行動將190艘隸屬於蘇聯紅軍波羅的海艦隊的船隻及當地人從塔林，這個在當時被蘇聯佔領但已經被德軍包圍的城市撤出。

## 撤军和登船
1941年6月22日，德軍發動入侵蘇聯的戰爭。初期德軍進展迅速，席捲了在當時被蘇聯佔領的波羅的海國家，到了8月下旬，愛沙尼亞首都塔林已陷入被德軍包圍的狀態，在當時，蘇聯海軍有大批船隻停泊於塔林港。
早在8月8日，納粹德國海軍以及芬蘭海軍為防止蘇軍突圍，開始在愛沙尼亞近海布置水雷。同時，芬軍準備了魚雷快艇以及巡邏艇而德軍也準備了S艇，這些潛艇聚集在赫爾辛基外圍的芬蘭堡。德軍的Ju 88轟炸機也進入警戒，8月19日，德軍展開對塔林的最後進攻。
8月27~28日夜間，防守塔林的蘇軍開始脫離對德軍的接觸並登船撤離。
蘇軍以煙霧掩護撤退行動，然而在撤退開始前的掃雷行動成效不佳，且因為天氣不良的關係，蘇聯空軍並未提供掩護。因此蘇軍在德軍的炮擊和轟炸下，損失了至少1,000人。

## 突破芬兰湾
舰队的突围按主力分队、掩护分队、后卫分队、四个护航船队的顺序进行。主力分队的任务是覆盖从尤明达角到戈格兰岛的第一和第二护航船队。掩护小队保护从克里岛到温德洛岛的第二和第三护航船队，后卫从后方覆盖第三和第四护航队。4艘护航船队包括107艘船舰、62艘护航船，这其中有20艘运输船，另有51艘参与行动的船舰未正式列入任何护航船队。主力分队的旗舰为巡洋舰“基洛夫”号。
8月28日下午，车队到达了尤明达附近的水雷区。为了强行通过，苏联海军损失了相当数量的船只。到8月29日凌晨抛锚时，有26艘舰船沉没（包括5艘驱逐舰）、5搜损坏、2艘被俘获、1艘失踪。
8月29日日出后，船队起锚全速驶向喀琅施塔得。早上5：30，第一架德国飞机出现在护航船队上空，早上7点起德机开始连续进行空袭。后方行动缓慢的船队，防空武器极其薄弱。由于几乎没有遭遇防空火力，德国人选择了最大的目标进行攻击。多艘运输船被德机击沉。在敌机炮火下，其他舰船船员在海上营救了9,300多人，另有 6,100多人因船只受损而滞留在戈格兰岛。从喀琅施塔得、戈格兰岛和拉文萨里岛派出船只，拯救了数千人的生命。
8月29日17:00至20:00，主力舰艇开始抵达喀琅施塔得。至当天结束，已有24艘舰艇抵达基地，同日16艘小型舰艇抵达戈格兰岛基地。
8月30日及以后，分队和零星的幸存舰船继续抵达喀琅施塔得。

## 外部連結
- Таллинский переход 1941 года. Война на море
- Платонов А. В. Трагедии Финского залива. — М.: Эксмо; СПб: Terra Fantastica, 2005（页面存档备份，存于）
- Энциклопедия кораблей （页面存档备份，存于）
- J. Aromaa Evacuation of Tallinn（英文）
- Таллинский переход ВКонтакте: http://vk.com/public58790176

59°26′47″N 24°46′05″E / 59.446344°N 24.768033°E